# Iwan Jakuszyn
Iwan Niestierowicz Jakuszyn (ros. Иван Нестерович Якушин, ur. 1913, zm. 2002) – radziecki dyplomata.

## Życiorys
Należał do WKP(b), 1939 ukończył Moskiewski Instytut Lotniczy, od 1946 pracował w Ministerstwie Spraw Zagranicznych ZSRR. Od 1946 był stażystą w Ambasadzie ZSRR w Iranie, później attaché Ambasady ZSRR w Iranie, następnie do 1951 III sekretarzem Ambasady ZSRR w Iranie, 1951-1952 był kolejno III sekretarzem i II sekretarzem Wydziału Państw Bliskiego i Środkowego Wschodu MSZ ZSRR. W 1952 był I sekretarzem Misji ZSRR w Iraku, potem do 8 stycznia 1955 chargé d'affaires ZSRR w Iraku i radcą Misji ZSRR w Iraku, od stycznia do grudnia 1955 był zastępcą kierownika Wydziału Protokolarnego MSZ ZSRR. Od 21 stycznia do 12 sierpnia 1960 był ambasadorem nadzwyczajnymi i pełnomocnym ZSRR w Tajlandii, od sierpnia 1960 do czerwca 1963 zastępcą kierownika Wydziału Państw Środkowego Wschodu MSZ ZSRR, od 29 czerwca 1963 do 1 sierpnia 1968 ambasadorem nadzwyczajnym i pełnomocnym ZSRR w Sudanie, a od 14 lutego 1970 do 31 sierpnia 1977 ambasadorem nadzwyczajnym i pełnomocnym ZSRR w Libii.